# Женская сборная СССР по водному поло
Женская сборная СССР по водному поло представляла СССР на международных соревнованиях, управлялась Федерацией водного поло СССР. Сборная была создана в 1990 году и расформирована с распадом СССР. Заняла 3-е место на международном турнире «6 стран» 1990 года в Риме и 5-е место на чемпионате Европы 1991 года в Афинах. Правопреемником советской сборной стала женская сборная России по водному поло.

## Состав
Сборная СССР дебютировала на международных соревнованиях в международном турнире «6 стран» в Риме в июле 1990 года в следующем составе:
вратарь: Виктория Иванова (СКИФ Тбилиси),
защитницы: Ирина Селиванова (СКИФ Москва), Элла Соловьева («Славутич» Киев), Юлия Пыресева («Уралочка» Златоуст), Наталья Ступникова («Мехнат» Ташкент),
полузащитницы: Ирина Толкунова (МГУ Москва), Наталья Колесникова (МГУ Москва)
подвижные нападающие: Ольга Лещук («Уралочка» Златоуст), Роза Алеева («Монолит» Волгоград)
центральные нападающие: Наталья Галкина («Салют» Горький), Алена Маргиева (СКИФ Тбилиси), Алла Мягкова (СКИФ Москва).
Тренерский штаб: Юрий Колосов (Москва), Альгис Кубилюс (Литва), Михаил Накоряков (Златоуст), Зураб Чачава (Тбилиси), Валерий Ярошевич (Минск).